# Абатурово (Вологодская область)
Абатурово — деревня в Никольском районе Вологодской области.
Входит в состав Краснополянского сельского поселения, с точки зрения административно-территориального деления — в Краснополянский сельсовет.
Расстояние до районного центра Никольска по автодороге — 2 км. Ближайшие населённые пункты — Никольск, Криводеево, Ирданово.

## Население
| 2010 |
| ---- |
| 160  |

По переписи 2002 года население — 165 человек (82 мужчины, 83 женщины). Преобладающая национальность — русские (99 %).